# 斗门区
斗門區是中國廣東省珠海市下辖的市辖区、地处珠江三角洲西南端，珠海市西部，东临中山市，南与金湾区相连，西面和北面与江门市接壤，斗門有很多趙姓的人，因為南宋時皇室曾逃難到這裡，區人民政府驻朝福路139号。

## 历史
- 宋朝以前，斗门一带称黄字围，属新会潮居都。 [來源請求]
- 宋朝绍兴二十二年（1152）黄杨山附近岛屿划归香山县管辖，仍称潮居乡。
- 明朝洪武十四年（1381）香山县潮居乡改称黄梁都。大沙、马墩、上横属新会县潮居都。
- 清朝光绪六年（1880）黄梁都改称黄梁镇。清宣统二年（1910）改镇为区，按数字编列，称香山县为第八区。
- 1925年，改称为中山县八区。
- 1930年，改称为中山县黄梁区。
- 1931年，区名按数字编列，称中山县第八区。上横、大沙、马墩称新会县第八区[3]。
- 1951年3月，仍为中山县第八区。上横、大沙、马墩称新会县第九区。
- 1958年11月，称中山县斗门大公社，为中山县7个大公社之一。横粉乡、大沙乡属新会县睦洲人民公社。
- 1965年7月19日，经国务院批准，成立斗门县，隶属广东省佛山地区。
- 1983年7月，斗门县归属珠海经济特区，成为珠海唯一的市辖县。
- 2001年4月，国务院批准斗门撤县建区，同年12月斗门区正式挂牌成立，称为珠海市斗门区[3]。

## 行政区划
斗门区下辖1个街道办事处、5个镇：
白藤街道、莲洲镇、斗门镇、乾务镇、白蕉镇和井岸镇。

## 人口
斗门区共有常住人口340377人，其中汉族人口有337665人，占斗门区总人口99.21%；斗门区有30个少数民族，共有少数民族人口2712人，总人口0.8 %。
根据第七次全国人口普查数据，截至2020年11月1日零时，斗门区常住人口608899人。

## 语言
本地通行四邑话，斗门地区人民俗称斗门话，与标准粤语（广州话）有一定的差距。另外还有使用蜑家話（水上话）和客家话。

## 交通

### 公路
- 西部沿海高速， 珠海机场支线， 高栏港支线， 广佛江珠高速， 228国道

## 旅遊

### 斗门十景

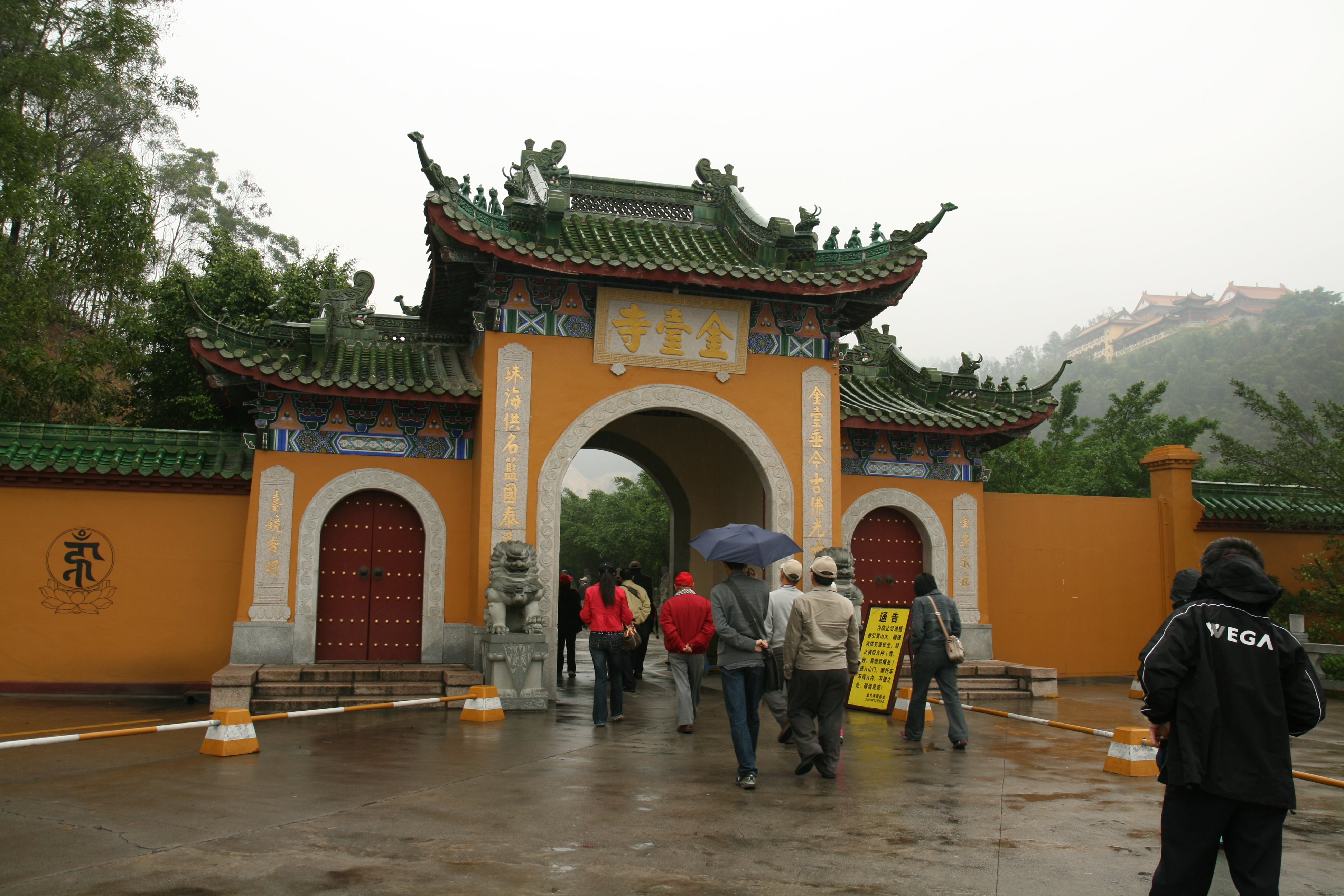
位于黄杨山上的金台寺

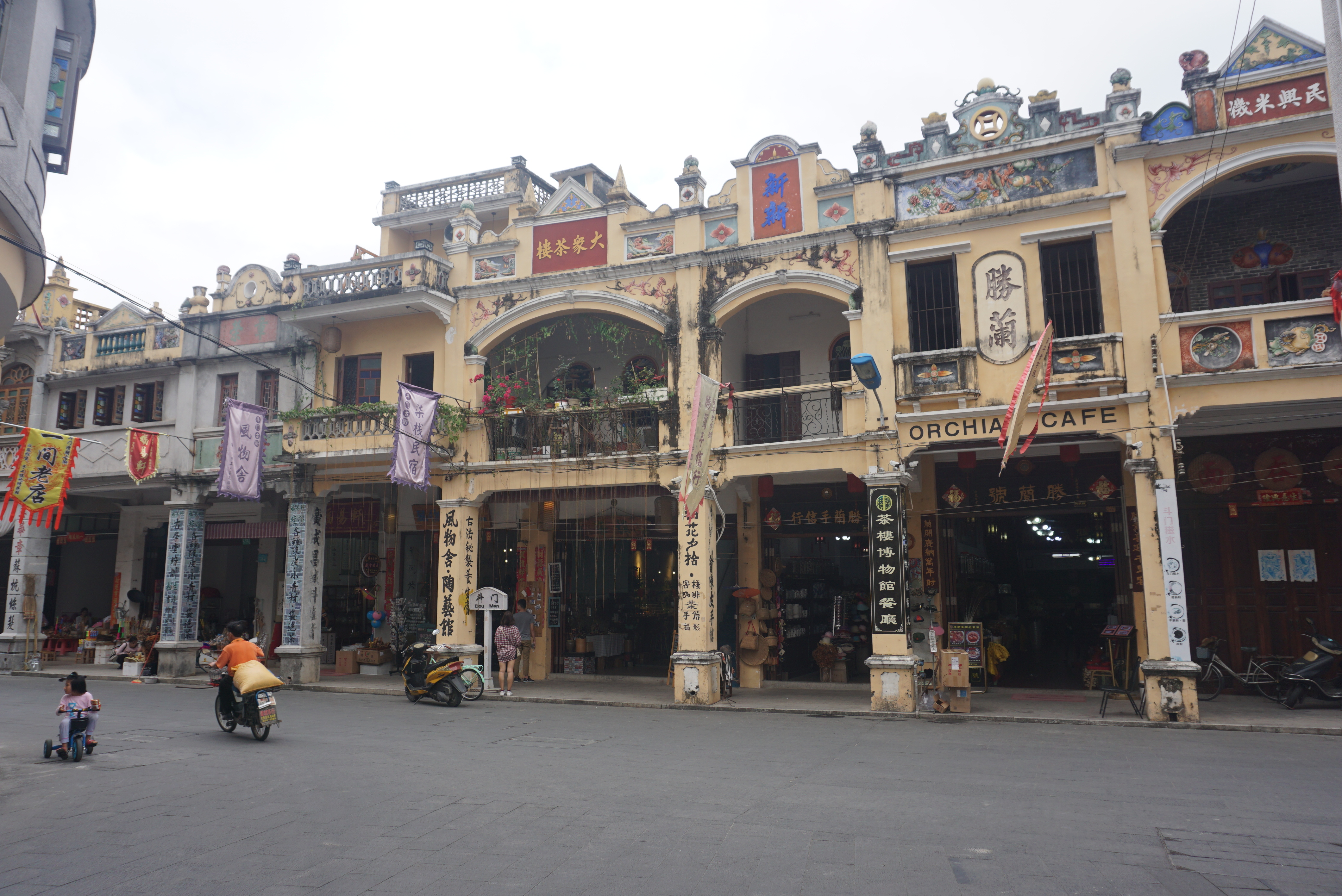
斗门古街的骑楼

- 御温泉度假村
- 黄杨山
- 耀朗假日休闲俱乐部
- 位于黄杨山上的金台寺金台寺
- 菉猗堂
- 十里莲江
- 斗门古街的骑楼斗门古街
- 尖峰山森林公园
- 灯笼沙水乡
- 排山古村 [7]

### 地方特产
- 禾虫
- 蔗子狸
- 斗门南美白对虾
- 黄金凤鳝
- 白藤莲藕
- 斗门海鲈[8]：白蕉海鲈是中国地理标志产品。
- 黃沙蜆

## 教育
- 斗门区第一中学
- 斗门区田家炳中学
- 斗门区和风中学
- 斗门区实验中学
- 斗门区第二中学
- 斗门区第四中学
- 斗门区城东中学
- 斗门区白藤湖中学
- 斗门区实验小学
- 斗门区城南学校
- 斗门区白藤湖中心小学
- 斗门区白藤湖幸福小学
- 斗门区教师进修学校
- 斗门区广播电视大学
- 斗门区机关幼儿园[9]